# Guatemala a 2004. évi nyári olimpiai játékokon
Guatemala a görögországi Athénban megrendezett 2004. évi nyári olimpiai játékok egyik részt vevő nemzete volt. Az országot az olimpián 8 sportágban 18 sportoló képviselte, akik érmet nem szereztek.

## Atlétika
Férfi

| Versenyző         | Versenyszám     | Eredmény      | Helyezés      |
| ----------------- | --------------- | ------------- | ------------- |
| Alfredo Arévalo   | Maraton         | 2:34,02       | 77.           |
| José Amado García | Maraton         | 2:27,13       | 64.           |
| Luis García       | 50 km gyaloglás | nem ért célba | nem ért célba |
| Julio Martínez    | 50 km gyaloglás | nem ért célba | nem ért célba |

Női

| Versenyző        | Versenyszám     | Eredmény | Helyezés |
| ---------------- | --------------- | -------- | -------- |
| Teresita Collado | 20 km gyaloglás | 1:46:41  | 49.      |

## Kerékpározás

### Országúti kerékpározás
Női

| Versenyző            | Versenyszám   | Idő              | Helyezés |
| -------------------- | ------------- | ---------------- | -------- |
| María Dolores Molina | Mezőnyverseny | 3:40:43 (+16:19) | 50.      |

### Pálya-kerékpározás
Keirin

| Versenyző           | Versenyszám  | 1. forduló | Vigaszág | 2. forduló | Döntő    | Helyezés    |
| Versenyző           | Versenyszám  | Helyezés   | Helyezés | Helyezés   | Helyezés | Helyezés    |
| ------------------- | ------------ | ---------- | -------- | ---------- | -------- | ----------- |
| José Alberto Sochón | Férfi keirin | 4.         | 3.       | kiesett    | kiesett  | helyezetlen |

## Öttusa
| Versenyző  | Versenyszám | Lövészet | Lövészet | Lövészet | Vívás    | Vívás | Vívás | Úszás   | Úszás | Úszás | Lovaglás | Lovaglás | Lovaglás | Lovaglás | Futás    | Futás | Futás | Összesen    | Összesen |
| Versenyző  | Versenyszám | Pontszám | Pont     | Hely.    | Eredmény | Pont  | Hely. | Idő     | Pont  | Hely. | Idő      | Hibapont | Pont     | Hely.    | Idő      | Pont  | Hely. | Összes pont | Helyezés |
| ---------- | ----------- | -------- | -------- | -------- | -------- | ----- | ----- | ------- | ----- | ----- | -------- | -------- | -------- | -------- | -------- | ----- | ----- | ----------- | -------- |
| María Sanz | Női         | 161      | 868      | 26.      | 10-21    | 664   | 31.   | 2:30,29 | 1120  | 28.   | 1:25,24  | 172      | 1028     | 24.      | 12:23,90 | 748   | 32.   | 4428        | 31.      |

## Sportlövészet
Férfi

| Versenyző    | Versenyszám     | Selejtező | Selejtező | Döntő   | Döntő    |
| Versenyző    | Versenyszám     | Pont      | Helyezés  | Pont    | Helyezés |
| ------------ | --------------- | --------- | --------- | ------- | -------- |
| Solti Attila | Futócéllövészet | 573       | 10.       | kiesett | kiesett  |

## Súlyemelés
Férfi

| Versenyző | Versenyszám | Szakítás | Szakítás | Lökés    | Lökés    | Összesen | Helyezés |
| Versenyző | Versenyszám | Eredmény | Helyezés | Eredmény | Helyezés | Összesen | Helyezés |
| --------- | ----------- | -------- | -------- | -------- | -------- | -------- | -------- |
| Joel Bran | +105 kg     | 160,0    | 15.      | 210,0    | 13.      | 370,0    | 13.      |

## Taekwondo
Férfi

| Versenyző         | Versenyszám | Nyolcaddöntő                 | Negyeddöntő                 | Elődöntő                      | Vigaszág első kör | Vigaszág elődöntő            | Bronz- mérkőzés   | Döntő             | Helyezés |
| Versenyző         | Versenyszám | Ellenfél Eredmény            | Ellenfél Eredmény           | Ellenfél Eredmény             | Ellenfél Eredmény | Ellenfél Eredmény            | Ellenfél Eredmény | Ellenfél Eredmény | Helyezés |
| ----------------- | ----------- | ---------------------------- | --------------------------- | ----------------------------- | ----------------- | ---------------------------- | ----------------- | ----------------- | -------- |
| Gabriel Sagastume | Pehelysúly  | Duncan Mahlangu (RSA) · 11-7 | Carlo Massimino (AUS) · 5-4 | Huang Chih-Hsiung (TPE) · 5-7 |                   | Diogo da Silva (BRA) · 10-12 | kiesett           |                   | 5.       |

Női

| Versenyző    | Versenyszám | Nyolcaddöntő                  | Negyeddöntő                  | Elődöntő                    | Vigaszág első kör          | Vigaszág elődöntő          | Bronz- mérkőzés             | Döntő             | Helyezés |
| Versenyző    | Versenyszám | Ellenfél Eredmény             | Ellenfél Eredmény            | Ellenfél Eredmény           | Ellenfél Eredmény          | Ellenfél Eredmény          | Ellenfél Eredmény           | Ellenfél Eredmény | Helyezés |
| ------------ | ----------- | ----------------------------- | ---------------------------- | --------------------------- | -------------------------- | -------------------------- | --------------------------- | ----------------- | -------- |
| Euda Carías  | Légsúly     | Elaine Teo (MAS) · 4-4 SUP    | Nevena Lukic (AUT) · 1-1 SUP | Yanelis Labrada (CUB) · 3-8 |                            | Gladys Mora (COL) · 0-2    | kiesett                     |                   | 5.       |
| Heidy Juárez | Váltósúly   | Caroline Bartasek (AUS) · 7-0 | Eli Misztakídu (GRE) · 4-6   |                             | Verina Wihongi (NZL) · 4-1 | Ineabelle Díaz (PUR) · 5-2 | Hvang Gjongszon (KOR) · 2-5 |                   | 4.       |

SUP - döntő fölény

## Tollaslabda
| Versenyző  | Versenyszám | 32-es főtábla                               | Nyolcaddöntő      | Negyeddöntő       | Elődöntő          | Bronz- mérkőzés   | Döntő             | Helyezés |
| Versenyző  | Versenyszám | Ellenfél Eredmény                           | Ellenfél Eredmény | Ellenfél Eredmény | Ellenfél Eredmény | Ellenfél Eredmény | Ellenfél Eredmény | Helyezés |
| ---------- | ----------- | ------------------------------------------- | ----------------- | ----------------- | ----------------- | ----------------- | ----------------- | -------- |
| Pedro Yang | Férfi egyes | Jim Ronny Andersen (NOR) · 9-15, 15-8, 6-15 | kiesett           | kiesett           | kiesett           | kiesett           | kiesett           | 17.      |

## Úszás
Férfi

| Versenyző      | Versenyszám | Előfutam | Előfutam | Előfutam | Elődöntő | Elődöntő | Elődöntő | Döntő   | Döntő    |
| Versenyző      | Versenyszám | Idő      | Hely.    | Össz.    | Idő      | Hely.    | Össz.    | Idő     | Helyezés |
| -------------- | ----------- | -------- | -------- | -------- | -------- | -------- | -------- | ------- | -------- |
| Rodrigo Díaz   | 50 m gyors  | 23,69    | 3.       | 53.      | kiesett  | kiesett  | kiesett  | kiesett | kiesett  |
| Álvaro Fortuny | 100 m mell  | 1:05,41  | 5.       | 45.      | kiesett  | kiesett  | kiesett  | kiesett | kiesett  |

Női

| Versenyző       | Versenyszám | Előfutam | Előfutam | Előfutam | Elődöntő | Elődöntő | Elődöntő | Döntő   | Döntő    |
| Versenyző       | Versenyszám | Idő      | Hely.    | Össz.    | Idő      | Hely.    | Össz.    | Idő     | Helyezés |
| --------------- | ----------- | -------- | -------- | -------- | -------- | -------- | -------- | ------- | -------- |
| Melanie Slowing | 50 m gyors  | 27,44    | 1.       | 46.      | kiesett  | kiesett  | kiesett  | kiesett | kiesett  |
| Gisela Morales  | 100 m hát   | 1:03,72  | 4.       | 27.      | kiesett  | kiesett  | kiesett  | kiesett | kiesett  |
| Gisela Morales  | 200 m hát   | 2:18,23  | 6.       | 26.      | kiesett  | kiesett  | kiesett  | kiesett | kiesett  |